# Ascotis nigrofasciata
Ascotis nigrofasciata là một loài bướm đêm trong họ Geometridae.